# Champlevé

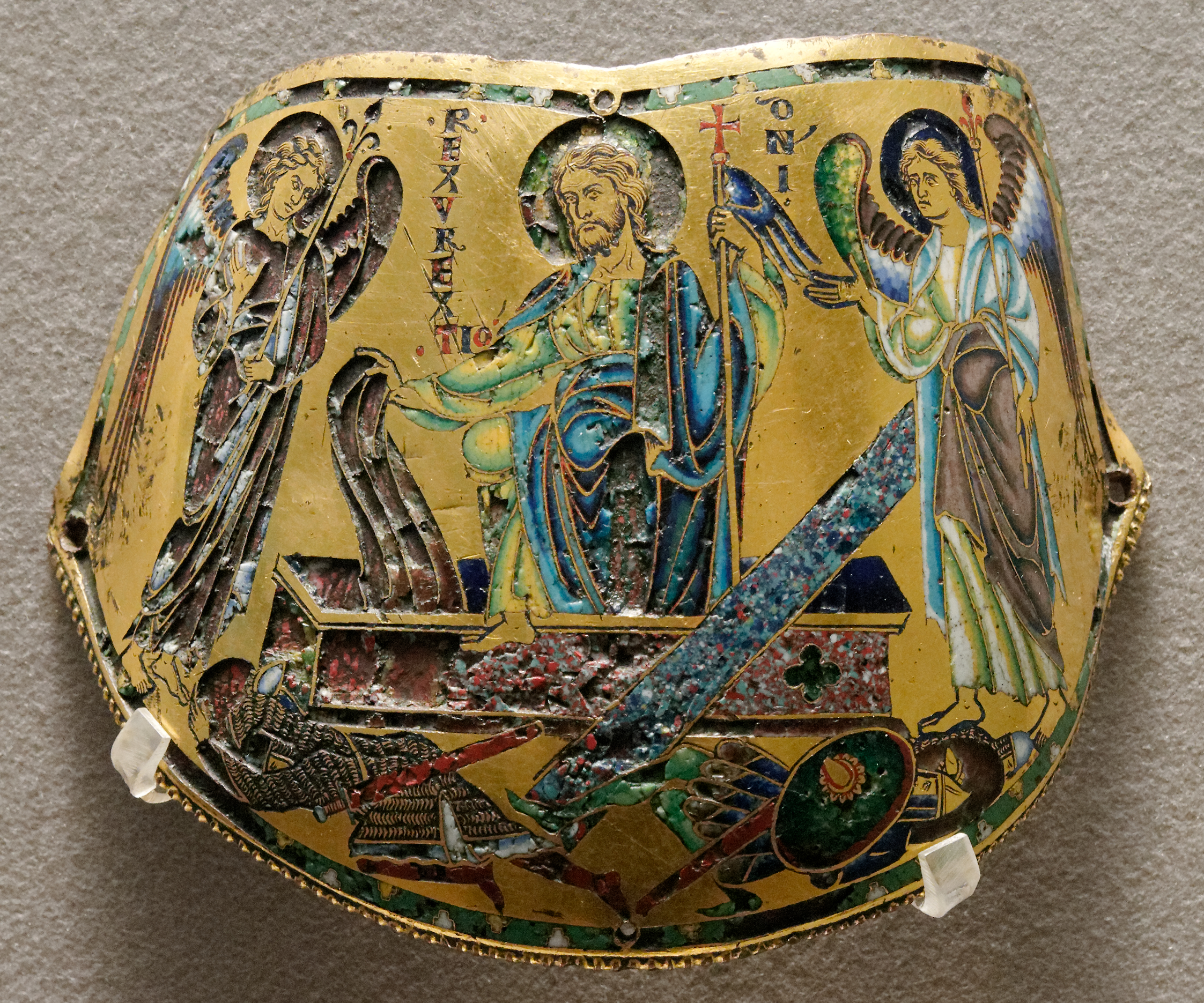
Ozdobný nárameník ze 70. let 12. století zobrazuje scénu vzkříšení Krista zhotovenou technikou champlevé

Champlevé (franc. [šãlve], z champ, políčko, a lever, odstranit), česky také jamkový email, je technika užívaná k dekoraci ozdobných předmětů. Rydlem se na povrchu daného předmětu vyhloubí plochy, mezi nimiž se ponechají příčky, vyhloubené jamky se pak vyplní smaltem (emailem) různých barev. Nanášení a vypalování smaltu se musí opakovat několikrát, dokud celý povrch není hladký. Tato technologie je odvozena od techniky cloisonné, výsledný efekt je však jemnější.
Jedním z nejvýznamnějších děl vytvořených touto technikou je náhrobní deska Geoffroye Plantageneta z 12. století vystavená v muzeu ve městě Le Mans.